# Rod Stewart
Sir Roderick David "Rod" Stewart CBE (n. 10 ianuarie 1945, Londra, Anglia, Regatul Unit) este un cântăreț și compozitor britanic de origine scoțiană și engleză și unul dintre cei mai buni artiști din toate timpurile, după ce a vândut peste 100 de milioane de discuri în întreaga lume. 
Născut și crescut în Londra, Stewart locuiește în California și Epping. Dintre toate albumele, el a avut 62 de hituri. 31 dintre ele, au ajuns în top 10, dintre care șase au fost pe locul unu în Marea Britanie. El a avut 16 single-uri în top zece SUA , iar patru dintre acestea au ajuns pe locul întâi în Billboard Hot 100.

## Biografie
Roderick Stewart s-a născut în Highgate, Londra, fiind cel mai mic dintre cei cinci copii ai lui Robert Stewart și Gilbart Elsie. Tatăl său, Robert, care era de origine scoțiană, a lucrat în construcții în Leith, în apropiere de Edinburgh. Căsătoriți în 1928, cuplul Stewart a avut doi fii și două fiice în timp ce trăiau în Scoția. Ulterior s-au mutat în Highgate, unde Rod a venit pe lume în ianuarie 1945, în timpul celui de al doilea război mondial, la o jumătate de oră după ce o rachetă germana V-2 căzuse peste postul local de poliție din Highgate.
Familia sa nu a fost nici bogată, nici săracă, iar Stewart, fiind cel mai mic dintre frați a fost un copil răsfățat; Stewart și-a numit copilaria ca fiind fantastic de fericită. Nu a fost strălucit la școală, și a picat examenul dintr-a 11-a. A urmat apoi Școala secundară William Grimshaw în Hornsey. Tatăl său s-a retras din domeniul construcțiilor la vârsta de 65 de ani, apoi a deschis un magazin de ziare pe calea Archway, chiar peste drum de casa familiei.
Familia Stewart a fost pasionată de fotbal, astfel că Rod a jucat pentru o echipă locală, unde era căpitanul echipei. Era cel mai priceput din familie la fotbal, și de asemenea cel mai înfocat suporter al echipei Arsenal . Stimulat de către tatăl său, ambiția lui era să devină un fotbalist profesionist. Stewart a părăsit școala la vârsta de 15  și a lucrat pentru scurt timp la o fabrică, în timp ce era și distribuitor de ziare.

## Cariera muzicală
În ceea ce privește muzica, Rod Stewart asculta artiști britanici și americani populari din acea vreme, cum ar fi Ewan MacColl, Alex Campbell, Woody Guthrie, Jack Ramblin Elliot, și în special Derroll Adams, artiști care de altfel l-au și inspirat. A început să cânte pentru prima dată în diverse cluburi din Londra, unde a făcut o impresie bună. 
În 1968, se întâlnește cu chitaristul Jeff Beck, care îi propune o colaborare. Această colaborare l-a adus pe Stewart în prim-plan în momentul lansării celor 2 albume ale grupului, Truth și Beck-Ola. Însă adevărata carieră muzicală și-o începe atunci când își unește forțele cu cea mai mare trupă de rock din istorie, magnificii The Faces. Mulți ani de atunci, Rod Stewart a făcut înregistrări și a mers în turnee cu The Faces, lansând albume și demonstrând că de-a lungul timpului a progresat, devenind un compozitor de top. 
Timpul a trecut și Rod și-a dorit să se facă remarcat și ca artist solo în anul 1971. Succesul nu l-a părăsit nici acum.

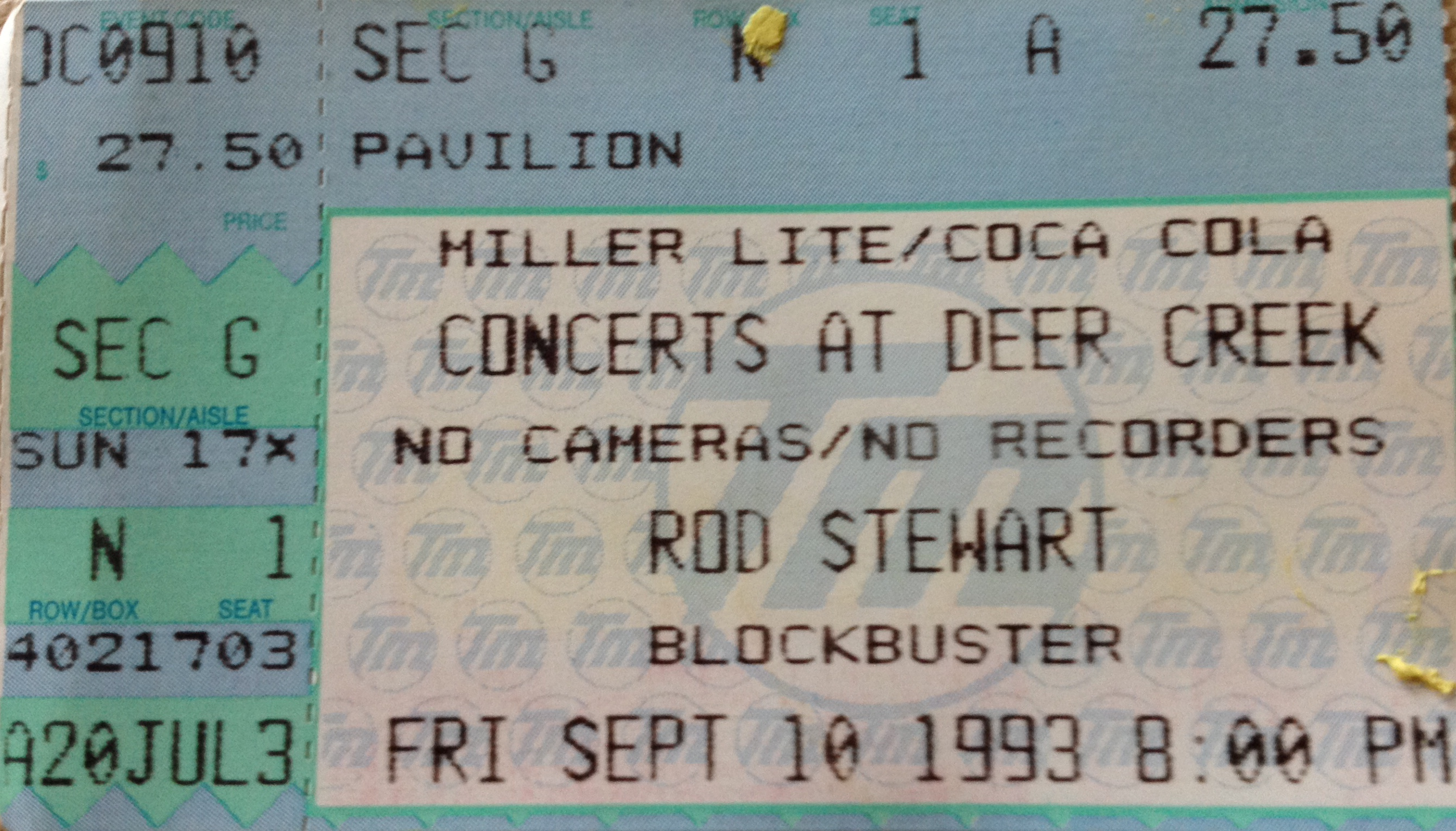
Rod Stewart bilet de concert, 1993

Printre cele mai cunoscute piese ale lui Rod Stewart, devenite hituri încă din anii '60, se numără "Da Ya Think I'm Sexy?", "Sailing", "Maggy May", "All For Love", “Have you ever seen the rain”, "Baby Jane" și "All For Love", piesă înregistrată în 1993, alături de Bryan Adams și Sting pentru coloana sonoră a filmului "Cei trei mușchetari".
De la obraznicul rocker ce cânta prin cluburi, la artistul sofisticat al baladelor, de la trubadurul folk la gălăgiosul rock & roll , Rod Stewart a fost capabil de a-și schimba stilul iar și iar. Dar un lucru nu s-a schimbat niciodată , puterea lui de a cânta. După patru decenii, el este în continuare la fel. De-a lungul carierei, Rod a vândut aproximativ 200 de milioane de discuri în întreaga lume.

## Viața personală
În anul 2000, Stewart a fost diagnosticat cu cancer la tiroidă, fiind operat imediat. El mai suferise și înainte de un nodul benign la nivelul corzilor vocale, având nevoie de intervenție chirurgicală. Vocea lui a avut de suferit, nemaiputând cânta o vreme. După acea perioadă artistul a reînvățat cum să cânte. 
De atunci a donat o mare parte din banii săi unei fundații care se ocupă cu găsirea tratamentului pentru toate formele de cancer, în special cancerul ce afectează copiii. 
Pe data de  11 octombrie 2005, Stewart a primit o stea pe Hollywood Walk of Fame, steaua numărul 2093. În 2006 Stewart a fost invitat ca și antrenor vocal la American Idol. El a fost numit ca fiind unul dintre cei mai bogați artiști din industria muzicii în Anglia, averea sa fiind estimată la 115 milioane de lire. 
În ceea ce privește viața sa personală, Stewart este cunoscut pentru legăturile sale cu femeile. El  are opt copii cu cinci femei diferite. 
Făcând referire la divorțurile sale, artistul a declarat că în loc să se mai căsătorească încă o dată, mai bine găsește o femeie ce nu-i place și îi dăruiește o casă.

## Discografie
- 2008: The Definitive Rod Stewart
- 2008: The Early Rod Stewart
- 2007: The Complete Great American Songbook
- 2007: The Day Will Come
- 2006: So Much To Say
- 2006: Still The Same… Great Rock Classics Of Our Time
- 2005: Thanks For The Memory — The Great American Songbook Vol. IV
- 2005: The Early Years
- 2005: Rhino Hi-Five: Rod Stewart
- 2005: Gold
- 2005: Chronicles
- 2005: Ain’t That Loving You Baby
- 2004: Stardust…The Great American Songbook III
- 2004: Stardust – The Great American Songbook Volume III
- 2004: Blue Moon
- 2003: As Time Goes By
- 2003: Encore: The Very Best Of Rod Stewart Vol. 2
- 2002: Reason To Believe: The Complete Mercury Recordings